# Comanador (colonitzador)
|  | Per a altres significats, vegeu «comanador». |

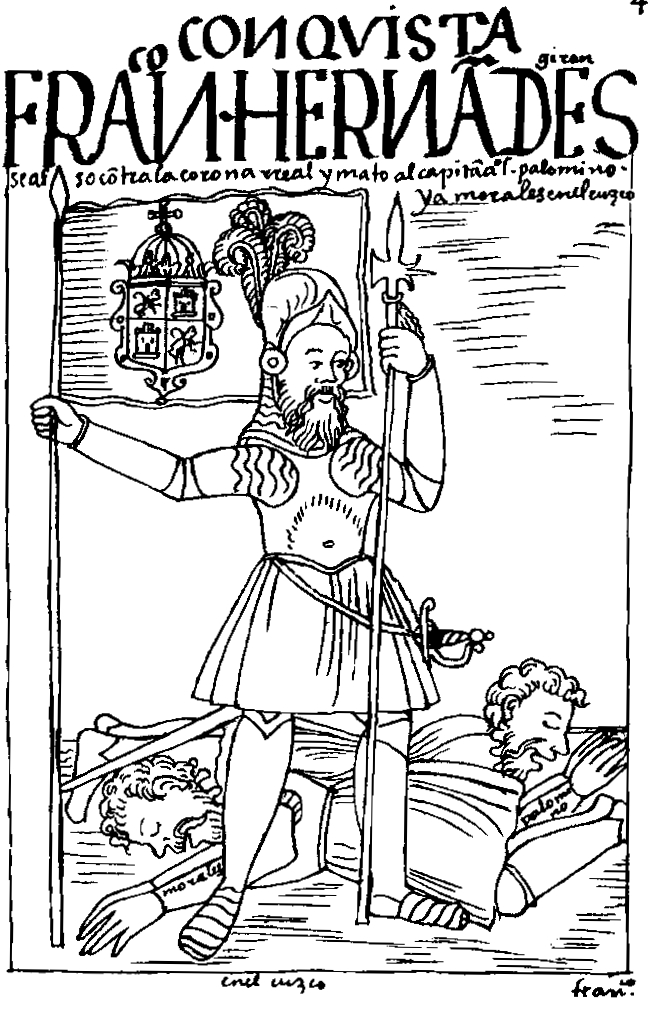
Francisco Hernández Girón, encomendero espanyol

Antigament, es deia comanador (en castellà encomendero) al que per Mercè Reial tenia indígenes encomanats en qualsevol de les colònies espanyoles d'Amèrica i Filipines. El comanador era el cap de part d'una institució colonial anomenada comenda. El comanador tenia, en primer lloc, nombroses obligacions, com la d'ensenyar la doctrina cristiana i defensar els seus encomanats, així com defensar i ajudar a multiplicar els seus béns.
En segon lloc, la comenda era un privilegi escassament atorgat. Existeixen nombroses discussions sobre si la Mercè de la comenda atorgava o no automàticament l'estatus d'hidalguia o noblesa a una persona, són pocs els que ho neguen, però el que queda clar és que, per rebre-la, s'havia de provar la neteja de sang i l'honor del llinatge, per tant, només les persones amb condició de gentilhomes podien rebre-la.
Tradicionalment, el comanador era una persona amb una enorme autoritat i poder en la societat colonial, ja que les quantitats de terra donades per a les encomiendas solien ser molt grans i de gran productivitat. Els indígenes encomanats tenien la tasca de treballar la terra i produir. És per això que moltes vegades es parla de cert tipus d'esclavitud. Si bé és cert que van existir múltiples abusos en aquest sistema de producció, el concepte d'encàrrec negava aquesta esclavitud i qualsevol tipus d'explotació. El comanador es beneficiava de rendes abundoses a causa de l'enorme producció agrícola, la mà d'obra la realitzaven, per concepte de "serveis personals", els seus encomanats.